# Ceroxys
Ceroxys es un género de dípteros de la familia Ulidiidae, categorizado en la tribu Otitini. Fue descrito por Pierre Justin Marie Macquart en 1835.

## Especies
- Ceroxys amurensis Hennig, 1939[2]
- Ceroxys baneai Gheorghiu, 1994
- Ceroxys cinifera (Loew, 1846)[3]
- Ceroxys confluens (Becker, 1907)
- Ceroxys confusa (Becker, 1912)[4]
- Ceroxys connexa (Becker, 1907)
- Ceroxys flavoscutellata (Hendel, 1935)
- Ceroxys fraudulosa (Loew, 1864)
- Ceroxys friasi Steyskal, 1991[5]
- Ceroxys hyalinata (Panzer, 1798)
- Ceroxys laticornis (Loew, 1873)
- Ceroxys latiusculus (Loew, 1873)
- Ceroxys morosa (Loew, 1873)
- Ceroxys munda (Loew, 1868)
- Ceroxys pallidus Steyskal, 1991[5]
- Ceroxys robusta (Loew, 1873)
- Ceroxys splendens (Becker, 1907)
- Ceroxys unimaculata (Czerny, 1909)
- Ceroxys urticae (Linnaeus, 1758)[6]
- Ceroxys zaidami (Becker, 1907)